# Колумбет Леонід Федорович
Леоні́д Фе́дорович Колумбе́т (14 жовтня 1937, Гореничі, Київська область — 2 травня 1983) — велогонщик радянських часів, заслужений майстер спорту.

## Життєпис
Був одним з найкращих радянських гонщиків 1960-х років; представляв київські клуби «Спартак» та «Буревісник».
Чемпіон СРСР 1957 та 1958 років у командній гонці переслідування на 4000 метрів.
Бронзовий призер Олімпійських ігор 1960 року.
Чемпіон світу 1963 року в командній гонці переслідування на 4000 метрів, бронзовий призер чемпіонатів світу 1962 та 1964 в тій же дисципліні.
Його брат — Микола Колумбет — триразовий переможець Велогонки миру, чотириразовий чемпіон СРСР на треку та шосе.